# Basketbol'nyj klub Parma Perm'
Il Parma Perm' in russo Парма Пермь? è una società cestistica avente sede nella città di Perm', in Russia. Fondata nel 2012, gioca nel campionato russo.
Disputa le partite interne nello Universal Sports Palace Molot, che ha una capacità di 7.000 spettatori.

## Roster 2020-2021
Aggiornato al 10 febbraio 2021.
|    | Naz.                                      | Ruolo | Sportivo           | Anno | Alt. | Peso |  |
| -- | ----------------------------------------- | ----- | ------------------ | ---- | ---- | ---- |  |
| 0  | Stati Uniti (bandiera)                    | P     | Lorenzo Williams   | 1984 | 188  | 86   |  |
| 1  | Russia (bandiera)                         | G     | Maksim Grigor'ev   | 1990 | 195  | 90   |  |
| 3  | Lituania (bandiera)                       | G     | Adas Juškevičius   | 1989 | 194  | 92   |  |
| 5  | Lettonia (bandiera)                       | AG    | Mareks Mejeris     | 1991 | 207  | 97   |  |
| 6  | Lituania (bandiera)                       | A     | Eigirdas Žukauskas | 1992 | 204  | 105  |  |
| 11 | Polonia (bandiera)                        | G     | Marcel Ponitka     | 1997 | 192  | 82   |  |
| 14 | Serbia (bandiera) · Montenegro (bandiera) | AC    | Boris Savović      | 1987 | 210  | 105  |  |
| 22 | Russia (bandiera)                         | G     | Gleb Šejko         | 1996 | 196  | 87   |  |
| 26 | Russia (bandiera)                         | G     | Egor Černyšev      | 1996 | 196  | 86   |  |
| 28 | Russia (bandiera)                         | G     | Aleksandr Platunov | 1997 | 192  | 84   |  |
| 36 | Russia (bandiera)                         | G     | Vadim Bondarenko   | 2000 | 194  | 88   |  |
| 43 | Russia (bandiera)                         | GA    | Nikolaj Žmako      | 1989 | 195  | 97   |  |
| 52 | Russia (bandiera)                         | AG    | Konstantin Bulanov | 1990 | 204  | 103  |  |
| 77 | Russia (bandiera)                         | A     | Aleksandr Kurov    | 2000 | 205  | 90   |  |

### Staff tecnico
| Allenatore: | Kazys Maksvytis                                          |
| Assistenti: | Veniamin Anisimov, Gintaras Kadžiulis, Vjačeslav Šušakov |

## Palmarès
- Coppa di Russia: 2

2015-2016, 2018-2019